# Nicolai Grahmez
Nicolai Grahmez (1999) è un lottatore moldavo.

## Biografia
Si è messo in mostra a livello giovanile sin dalle categorie cadetti, vincendo il bronzo ai mondiali di Snina 2014.
Nelle categorie juniores ha vinto l'argento agli europei junior di Roma 2018 e il bronzo a quelli di Pontevedra 2019.
Ha rappresentato la Moldavia alla Coppa del mondo individuale di Belgrado 2020, competizione che ha preso il posto dei campionati mondiali annullati a causa dell'emergenza sanitaria insorta a causa della pandemia da COVID-19, dove è stato estromesso dal tabellone principale ai sedicesimi dall'armeno Vazgen Tevanyan, poi vincitore del torneo dei 65 kg; ai ripescaggi ha superato il bahreinita Haji Mohamad Ali e il rumeno Nikolai Okhlopkov, cosa che gli ha permesso di disputare la finale per il bronzo, in cui è rimasto sconfitto contro l'ucraino Hor Ohannesian.
Nel 2021 ha preso parte al torneo europeo di qualificazione olimpica disputato a Sofia, senza riuscire ad ottenere un posto ai Giochi di Tokyo 2021. Agli europei under 23 di Skopje 2021, si è aggiudicato l'argento, rimanendo sconfitto in finale contro l'azero Dzhabrail Gadzhiev.
Ai mondiali di Oslo 2021 è stato eliminato ai sedicesimi dall'iraniano Erfan Elahi, dopo aver battuto lo slovacco Daniel Chomanič ai trentaduesimi. Ai campionati europei di Budapest 2022 ha vinto la medaglia di bronzo nei 70 kg.

## Palmarès
| Anno | Manifestazione   | Sede       | Evento | Risultato | Note |
| ---- | ---------------- | ---------- | ------ | --------- | ---- |
| 2014 | Europei cadetti  | Samokov    | 46 kg  | 7º        |      |
| 2014 | Mondiali cadetti | Snina      | 50 kg  | Bronzo    |      |
| 2015 | Mondiali cadetti | Sarajevo   | 54 kg  | Bronzo    |      |
| 2016 | Europei cadetti  | Stoccolma  | 58 kg  | 12º       |      |
| 2016 | Mondiali cadetti | Tbilisi    | 58 kg  | 8º        |      |
| 2017 | Europei junior   | Dortmund   | 66 kg  | 5º        |      |
| 2018 | Europei junior   | Roma       | 65 kg  | Argento   |      |
| 2018 | Mondiali junior  | Trnava     | 65 kg  | Bronzo    |      |
| 2019 | Europei junior   | Pontevedra | 65 kg  | Bronzo    |      |
| 2019 | Mondiali junior  | Tallinn    | 65 kg  | 7º        |      |
| 2021 | Europei U23      | Skopje     | 70 kg  | Argento   |      |
| 2021 | Mondiali         | Oslo       | 70 kg  | 13º       |      |
| 2022 | Europei          | Budapest   | 70 kg  | Bronzo    |      |

## Altre competizioni internazionali
2020
- 5º nei 65 kg nella Coppa del mondo individuale ( Belgrado)